# Liste der Baudenkmäler in Theres
Auf dieser Seite sind die Baudenkmäler in der unterfränkischen Gemeinde Theres zusammengestellt. Diese Tabelle ist eine Teilliste der Liste der Baudenkmäler in Bayern. Grundlage ist die Bayerische Denkmalliste, die auf Basis des Bayerischen Denkmalschutzgesetzes vom 1. Oktober 1973 erstmals erstellt wurde und seither durch das Bayerische Landesamt für Denkmalpflege geführt wird. Die folgenden Angaben ersetzen nicht die rechtsverbindliche Auskunft der Denkmalschutzbehörde.
 Diese Liste gibt den Fortschreibungsstand vom 19. Oktober 2022 wieder und enthält 64 Baudenkmäler.

## Baudenkmäler nach Gemeindeteilen

### Buch
| Lage | Objekt                               | Beschreibung | Akten-Nr.     | Bild           |
| --- | ------------------------------------ | --- | ------------- | -------------- |
| Abersfelder Straße 16; Im Haag 2; Obere Gasse 1; Waldsachsener Straße; Waldsachsener Straße 2 (Standort)                | Bildstock                            | Säule auf Sockel mit Relief des hl. Kilian, scheibenförmiger Aufsatz mit Dreifaltigkeit, Sandstein, frühklassizistisch, 1780/90                                         | D-6-74-180-37 | weitere Bilder |
| Abersfelder Straße; Im Haag; Kirchgasse; Mohrengasse; Obere Gasse; Oberthereser Straße; Waldsachsener Straße (Standort) | Bildstock                            | Säule auf gebauchtem Inschriftsockel, Aufsatz mit Marienkrönung, Sandstein, klassizistisch, 1820                                                                        | D-6-74-180-36 | Bildstock      |
| Waldsachsener Straß (Standort)                                                                                          | Wegkreuz                             | Dreinageltypus auf Inschriftsockel, Sandstein, historistisch, bezeichnet 1891                                                                                           | D-6-74-180-41 | Wegkreuz       |
| Im Haag (Standort) | Wegkapelle                           | Satteldachbau aus Mischmauerwerk, Sandstein, neugotisch, 1. Viertel 20. Jahrhundert                                                                                     | D-6-74-180-34 | weitere Bilder |
| Kirchgasse 7 (Standort)                                                                                                 | Katholische Filialkirche St. Jakobus | Saalbau mit Satteldach und Chorturm mit Spitzdach, geohrte Stichbogenfenster, 1616, verändert im 18. Jahrhundert; mit Ausstattung                                       | D-6-74-180-33 | weitere Bilder |
| Kirchgasse 7 (Standort)                                                                                                 | Friedhofskreuz                       | Dreinageltypus mit Zinnenbasis auf Inschriftsockel, neugotisch, bezeichnet 1864                                                                                         | D-6-74-180-38 | BW             |
| Kreisstraße HAS 4 (Standort)                                                                                            | Bildstock                            | Säule auf Inschriftsockel, Aufsatz mit Kreuzigung und Marienkrönung, Sandstein, spätbarock, bezeichnet 1764 und 1987 (renoviert)                                        | D-6-74-180-39 | Bildstock      |
| Oberthereser Straße 5 (Standort)                                                                                        | Wohnhaus                             | ehemaliges Rathaus, eingeschossiger und traufständiger Halbwalmdachbau mit geohrten Fensterrahmen, Eckpilastern und Wappenkartusche, Sandstein, bezeichnet 1733         | D-6-74-180-35 | Wohnhaus       |
| Rothhofleite (Standort)                                                                                                 | Wegkreuz                             | 1904; 250 m westlich des Dorfes nahe dem Wasserbehälter | D-6-74-180-42 | Wegkreuz       |
| Von Buch nach Waldsachsen (Standort)                                                                                    | Bildstock                            | Polygonalpfeiler (derzeit ohne Aufsatz) auf Inschriftsockel, Sandstein, neugotisch, bezeichnet 1878                                                                     | D-6-74-180-40 | Bildstock      |
| Mohrengasse 1 (Standort)                                                                                                | Bauernhof                            | Wohnhaus, zweigeschossiger, giebelständiger Sandsteinbau mit Satteldach, bossiertem Sockel, Eckquaderung und Gurtgesims, 1892, 1927 um zwei Achsen nach Süden erweitert | D-6-74-180-72 | weitere Bilder |
| Mohrengasse 1 (Standort)                                                                                                | Scheune                              | Eingeschossiger Bruchsteinbau mit Satteldach, vor 1862, mit westlicher Erweiterung von 1862 und Stallanbau von 1926                                                     | D-6-74-180-72 | Scheune        |
| Mohrengasse 1 (Standort)                                                                                                | Einfriedung                          | Hofmauer und Torpfeiler, teils zinnenbekrönt, Sandstein, Ende 19. Jh., über wohl älteren Radabweisern                                                                   | D-6-74-180-72 | Einfriedung    |
| Mohrengasse 1 (Standort)                                                                                                | Wegkreuz                             | mit trauernder Maria, Kreuzbalken abgefast, Sockel mit Inschrift, Sandstein, neugotisch, bezeichnet 1868                                                                | D-6-74-180-69 | Wegkreuz       |

### Horhausen
| Lage                                         | Objekt                                      | Beschreibung | Akten-Nr.     | Bild                                        |
| -------------------------------------------- | ------------------------------------------- | --- | ------------- | ------------------------------------------- |
| Herrenstück (Standort)                       | Bildstock                                   | Säule auf Inschriftsockel, Aufsatz mit Marienkrönung, Sandstein, barock, 17. Jahrhundert | D-6-74-180-46 | weitere Bilder                              |
| Baumgärten (Standort)                        | Wegkreuz                                    | Dreinageltypus auf Inschriftsockel, Sandstein, Rokoko, bezeichnet 1757 | D-6-74-180-45 | Wegkreuz                                    |
| Kammerwiesen (Standort)                      | Bildstock                                   | Stele mit Relief der Kreuzigung auf Inschriftsockel, Aufsatz Ädikula mit Kreuz, Waage, Flammenschwert und Märtyrerpalme, Sandstein, spätbarock, 18. Jahrhundert                              | D-6-74-180-70 | weitere Bilder                              |
| Mühlenstraße 3; Nähe Mühlenstraße (Standort) | Scheune                                     | traufständiger Halbwalmdachbau mit Einfahrten, Mischmauerwerk, bezeichnet 1797 | D-6-74-180-44 | Scheune                                     |
| Thereser Straße (Standort)                   | Mariensäule                                 | Mondsichelmadonna auf gedrehter Säule mit Sternen, Inschriftsockel, Sandstein neugotisch, 1880; nördlich der Kirche                                                                          | D-6-74-180-48 | Mariensäule                                 |
| Thereser Straße 1 (Standort)                 | Katholische Filialkirche St. Karl Borromäus | Saalbau mit Satteldach, Giebelfassade mit Figurengruppe Hl. Familie, Dachreiter mit Haubendach, Hausteingliederungen, Rokoko, bezeichnet 1776, von Architekt Bernhard Aptas; mit Ausstattung | D-6-74-180-43 | Katholische Filialkirche St. Karl Borromäus |
| Thereser Straße 1, vor der Kirche (Standort) | Kreuzigungsgruppe                           | spätmittelalterlich | D-6-74-180-43 | Kreuzigungsgruppe                           |

### Obertheres
| Lage                                                                                | Objekt                                                | Beschreibung | Akten-Nr.     | Bild                              |
| ----------------------------------------------------------------------------------- | ----------------------------------------------------- | --- | ------------- | --------------------------------- |
| Bundesstraße 17 (Standort)                                                          | Katholische Pfarrhaus                                 | ehemals Klostergästehaus, zweigeschossiger und traufständiger Mansardwalmdachbau mit Eckpilastern und Sandsteingliederungen, um 1750 | D-6-74-180-1  | weitere Bilder                    |
| Bundesstraße 17 (Standort)                                                          | Toranlage                                             | Mauer mit Balustrade, eingeschossiger Pavillon mit Mansardwalmdach, rundbogiges und gebändertes Tor mit Aufsatz, Sandstein, spätbarock, um 1750 | D-6-74-180-1  | Toranlage                         |
| Bundesstraße 17 (Standort)                                                          | Stadel                                                | giebelständiger Halbwalmdachbau mit Eckgliederungen, Sandstein, spätbarock, 18. Jahrhundert | D-6-74-180-1  | Stadel                            |
| Bundesstraße 23 (Standort)                                                          | Schloss Ditfurth                                      | malerische Schlossanlage, Schlossgebäude, zwei- und dreigeschossiger mehrfach gegliederter Sichtquaderbau mit Türmen, Erkern, Walmdächern und Pultdach, neugotisch, 1858                                                                                                  | D-6-74-180-2  | weitere Bilder                    |
| Bundesstraße 23 (Standort)                                                          | Schlosspark                                           | englischer Garten mit Gartenmauer und Tor | D-6-74-180-2  | weitere Bilder                    |
| Nähe Bundesstraße (Standort)                                                        | Nebengebäude                                          | ein- und zweigeschossiger Satteldachbau mit Zwerchflügel, in Quaderbauweise, neugotisch | D-6-74-180-2  | weitere Bilder                    |
| Bundesstraße 21 (Standort)                                                          | Pferdestall                                           | Stall und Scheune, dreiflügelige und zweigeschossige Anlage mit Satteldächern, Quaderbauweise | D-6-74-180-2  | weitere Bilder                    |
| Bundesstraße 23 (Standort)                                                          | Bildstock                                             | Kantpfeiler auf Sockel, Aufsatz mit Ölberg, Sandstein, barock, 1678 | D-6-74-180-2  | weitere Bilder                    |
| Elfenholz (Standort)                                                                | Schmerzensmann                                        | Figur auf Inschriftsockel, Sandstein, spätbarock 1737 | D-6-74-180-27 | Schmerzensmann                    |
| Frohnberg (Standort)                                                                | Altarbildstock                                        | auf Mensa mit Inschrift, Aufsatz mit Beweinung, Sandstein, klassizistisch, 1784 | D-6-74-180-25 | weitere Bilder                    |
| Kahlberg (Standort)                                                                 | Bildstock                                             | Kantpfeiler auf Sockel, Aufsatz mit Dreifaltigkeit, Stiftern und Kreuzigung, Sandstein, barock, 1668, Schaft 1994 erneuert | D-6-74-180-30 | weitere Bilder                    |
| Kahlberg 1 (Standort)                                                               | Wohnhaus                                              | zweigeschossiger und giebelständiger Halbwalmdachbau mit Fachwerkgiebel, Werksteingliederungen, Sandstein, spätbarock, um 1800 | D-6-74-180-10 | Wohnhaus                          |
| Kahlberg 1 (Standort)                                                               | Hofportal                                             | , Hofportalpfosten mit rundbogigem Durchgang und Aufsatz, Sandstein | D-6-74-180-10 | weitere Bilder                    |
| Kahlberg 5 (Standort)                                                               | Bildstock                                             | Kantpfeiler auf Sockel, vierseitiger Aufsatz mit Reliefs, Sandstein, neugotisch, 1867 | D-6-74-180-11 | weitere Bilder                    |
| Kalte Ellern (Standort)                                                             | Bildstock                                             | Pfeilerschaft auf Sockel, Aufsatz mit Kreuzigung und hl. Familie, bezeichnet 1695, Aufsatz 1938 erneuert | D-6-74-180-31 | Bildstock                         |
| Kirchplatz 6 (Standort)                                                             | Ehemaliges Rathaus                                    | zweigeschossiger Walmdachbau mit Dachreiter und Hausteingliederungen, Sandstein, spätbarock, bezeichnet 1727 | D-6-74-180-3  | weitere Bilder                    |
| Kirchplatz 7 (Standort)                                                             | Katholische Pfarrkirche St Kilian                     | Saalbau mit eingezogenem Chor, Fassadenturm und Satteldach, Quadermauerwerk in Sandstein, neugotisch, 1878; mit Ausstattung | D-6-74-180-4  | Katholische Pfarrkirche St Kilian |
| Klosterstraße 1; Nähe Klosterstraße; Klosterstraße 3; Nähe Rathausstraße (Standort) | Schloss Obertheres                                    | ehemalige Benediktinerabtei, gegründet um 1043 | D-6-74-180-12 | Schloss Obertheres                |
| Klosterstraße 1; Nähe Klosterstraße; Klosterstraße 3; Nähe Rathausstraße (Standort) | Schloss Obertheres                                    | Hauptgebäude, dreigeschossige Dreiflügelanlage mit Mansarddach, Südfassade mit Mittelrisalit und Eckpavillons, nach Osten dreigeschossiger Flügel mit Mansardwalmdach, Hausteingliederungen, spätbarock, bis 1748 von Joseph Greising; mit Ausstattung                    | D-6-74-180-12 | weitere Bilder                    |
| Klosterstraße 1; Nähe Klosterstraße; Klosterstraße 3; Nähe Rathausstraße (Standort) | Schloss Obertheres                                    | Wirtschaftsgebäude, westlich zweigeschossiger Halbwalmdachbau mit Tordurchfahrt, Torhaus, zweigeschossiger und traufständiger Satteldachbau, Scheunen und Remisen, langgestreckter zweigeschossiger Satteldachbau mit geohrten Fensterrahmen, barock, 17./18. Jahrhundert | D-6-74-180-12 | weitere Bilder                    |
| Klosterstraße 1; Nähe Klosterstraße; Klosterstraße 3; Nähe Rathausstraße (Standort) | Schloss Obertheres                                    | Wohnhaus, sogenannte Alte Abtei, zweigeschossiger, zum Hof traufständiger Satteldachbau, bezeichnet 1696 | D-6-74-180-12 | weitere Bilder                    |
| Klosterstraße 1; Nähe Klosterstraße; Klosterstraße 3; Nähe Rathausstraße (Standort) | Schloss Obertheres                                    | Scheune, Zweiflügelanlage mit Mansardwalmdach, spätbarock 18. Jahrhundert, südlich Satteldachanbau | D-6-74-180-12 | weitere Bilder                    |
| Klosterstraße 1; Nähe Klosterstraße; Klosterstraße 3; Nähe Rathausstraße (Standort) | Schloss Obertheres                                    | Nebengebäude, zweiflügliger und zweigeschossiger Krüppelwalmdachbau, mit Hausteingliederungen, spätbarock, 18. Jahrhundert | D-6-74-180-12 | weitere Bilder                    |
| Klosterstraße 1; Nähe Klosterstraße; Klosterstraße 3; Nähe Rathausstraße (Standort) | Schloss Obertheres                                    | Schlosspark mit Resten der barocken Anlagen, zwei Pavillons mit Mansardwalmdach, Zirkelmauer mit Treppe, 18./19. Jahrhundert | D-6-74-180-12 | weitere Bilder                    |
| Klosterstraße 1; Nähe Klosterstraße; Klosterstraße 3; Nähe Rathausstraße (Standort) | Schloss Obertheres                                    | allseitig ehemals Klosterbefestigung, Mischmauerwerk, Rundtürmen teilweise mit Haubendächern, 17./18. Jahrhundert | D-6-74-180-12 | weitere Bilder                    |
| Klosterstraße 2; Nähe Kahlberg (Standort)                                           | Ehemaliger Viehhof                                    | Vierseitanlage des 18. Jahrhunderts, ehemaliges Wohnstallhaus, eingeschossiger Walmdachbau mit Hausteingliederungen, Sandstein, 18./19. Jahrhundert | D-6-74-180-13 | weitere Bilder                    |
| Klosterstraße 2; Nähe Kahlberg (Standort)                                           | Ehemaliger Viehhof                                    | Stall, langgestreckter eingeschossiger und traufständiger Satteldachbau, Mischmauerwerk mit Hausteinquadern, 18. Jahrhundert | D-6-74-180-13 | weitere Bilder                    |
| Klosterstraße 2; Nähe Kahlberg (Standort)                                           | Ehemaliger Viehhof                                    | Wohnhaus und Scheune, eingeschossiger und traufständiger Halbwalmdachbau, 18. Jahrhundert | D-6-74-180-13 | weitere Bilder                    |
| Klosterstraße 4 (Standort)                                                          | Wohnhaus                                              | zweigeschossiges und giebelständiges Satteldachhaus mit Fachwerkobergeschoss, 1623 | D-6-74-180-14 | weitere Bilder                    |
| Klosterstraße 6 (Standort)                                                          | Hofanlage                                             | um 1800; Wohnhaus, zweigeschossiger Walmdachbau mit geohrten Fensterrahmen und Eckpilastern, Sandstein, spätbarock, 18. Jh | D-6-74-180-15 | weitere Bilder                    |
| Klosterstraße 6 (Standort)                                                          | Hofanlage                                             | um 1800; Wohnhaus, zweigeschossiges und traufständiges Satteldachhaus in Ecklage mit Pilastergliederungen im Erdgeschoss, Sandstein, spätbarock, 18. Jahrhundert | D-6-74-180-15 | weitere Bilder                    |
| Klosterstraße 8 (Standort)                                                          | Wohnhaus                                              | zweigeschossiger und giebelständiger Satteldachbau mit verputztem Fachwerkgiebel, bezeichnet 1724 | D-6-74-180-67 | weitere Bilder                    |
| Klosterstraße 8 (Standort)                                                          | Hoftoranlage                                          | gebändertes Rundbogentor mit Aufsätzen, Sandstein, barock, bezeichnet 1732 | D-6-74-180-67 | Hoftoranlage                      |
| Klosterstraße 9 (Standort)                                                          | Wohnhaus                                              | eingeschossiger und giebelständiger Satteldachbau mit Fachwerkgiebel, 17./18. Jahrhundert | D-6-74-180-16 | weitere Bilder                    |
| Klosterstraße 9 (Standort)                                                          | Hofportal                                             | gebänderte Pfeiler mit Rahmung und Aufsätzen, Sandstein, klassizistisch, bezeichnet 1805 | D-6-74-180-16 | Hofportal                         |
| Klosterstraße 12 (Standort)                                                         | Wohnhaus                                              | eingeschossiges Satteldachhaus mit Fachwerkgiebelseite und Säulenportal, bezeichnet 1680 | D-6-74-180-17 | weitere Bilder                    |
| Klosterstraße 12 (Standort)                                                         | Hofportalanlage                                       | gebändertes Rundbogenportal mit Vorlage und Aufsätzen, bezeichnet 1736 | D-6-74-180-17 | weitere Bilder                    |
| Klosterstraße 13 (Standort)                                                         | Hofportal                                             | rundbogig, bekrönt von Christus in der Rast, Sandstein, hochbarock, bezeichnet 1669 von Johann Thomas Wagner | D-6-74-180-18 | weitere Bilder                    |
| Klosterstraße 14 (Standort)                                                         | Hoftor                                                | Rundbogenportal (erneuert), bezeichnet 1717, mit Pietà als Bekrönung, Sandstein, spätbarock, um 1725 | D-6-74-180-19 | weitere Bilder                    |
| Nähe Klosterstraße (Standort)                                                       | Bildstock                                             | mit ornamentierten Doppelsäulen auf Sockel, Aufsatz mit Doppelrelief, Kreuzigung und Jüngstes Gericht, Sandstein, Spätrenaissance, 1630 | D-6-74-180-21 | weitere Bilder                    |
| Nähe Kreisstraße HAS 4 (Standort)                                                   | Wegkreuz                                              | Dreinageltyp auf Inschriftsockel, Sandstein, bezeichnet 1730, Corpus erneuert 1932 | D-6-74-180-32 | weitere Bilder                    |
| Nähe Rathausstraße; an der ehemaligen Bachbrücke (Standort)                         | Brückenfigur                                          | Standbild des hl. Johannes Nepomuk, auf Inschriftsockel, Sandstein, frühklassizistisch, Sandstein, 1798 | D-6-74-180-9  | weitere Bilder                    |
| Pfarrgasse 8 (Standort)                                                             | Portalpfosten                                         | gebändert, Sandstein bezeichnet 1753, Haus jünger | D-6-74-180-22 | Portalpfosten                     |
| Pfarrgasse 10 (Standort)                                                            | Hofportal                                             | darauf zwischen Voluten Madonna mit Kind, Sandstein, spätbarock, bezeichnet 1721 | D-6-74-180-23 | weitere Bilder                    |
| Pfarrgasse 12 (Standort)                                                            | Wohn- und Geschäftshaus                               | zweigeschossiges und giebelständiges Satteldachhaus mit Fachwerkobergeschoss, 17.–19. Jahrhundert | D-6-74-180-24 | weitere Bilder                    |
| Pfarrgasse 12 (Standort)                                                            | Hofportal                                             | gebändert, mit aufsätzenund rundbogiger Pforte, Sandstein, spätbarock, bezeichnet 1758 | D-6-74-180-24 | weitere Bilder                    |
| Rathausstraße 2 (Standort)                                                          | Wohnhaus                                              | eingeschossiges und traufständiges Satteldachhaus mit geohrten Fenster- und Türrahmen, Sandstein, spätbarock, 1743 | D-6-74-180-6  | Wohnhaus                          |
| Rathausstraße 17 (Standort)                                                         | katholische Friedhofskapelle St Maria (Marienkapelle) | Vorgängerbau geweiht 1123, Saalbau mit Satteldach, Chorturm und eingezogenem Chor, Portal mit Wappen, geohrte Fensterrahmen, Langhaus und Chorturm im Kern wohl um 1125 und 13. Jahrhundert, Chor 15./16. Jahrhundert, Langhaus 1722 vergrößert; mit Ausstattung          | D-6-74-180-7  | weitere Bilder                    |
| Rathausstraße 17 (Standort)                                                         | Friedhofskreuz                                        | Viernageltypus auf Inschriftsockel, Sandstein, spätbarock, 1727 von Thomas Wagner | D-6-74-180-7  | weitere Bilder                    |
| Rathausstraße 17 (Standort)                                                         | Kreuzschlepper                                        | auf Quadersockel, Sandstein, spätbarock, bezeichnet 1740 | D-6-74-180-7  | weitere Bilder                    |
| Rathausstraße 17 (Standort)                                                         | Friedhof                                              | auf der Ost- und Nordseite von der ehemaligen Klostermauer mit einem Rundturm begrenzt | D-6-74-180-7  | weitere Bilder                    |
| Röden (Standort)                                                                    | Bildstock                                             | Pfeiler auf Inschriftsockel, Aufsatz mit Kreuzigung und Dreifaltigkeit, Sandstein, neugotisch, bezeichnet 1862 | D-6-74-180-29 | weitere Bilder                    |
| Schimmel (Standort)                                                                 | Bildstock                                             | Pfeiler auf Sockel, Aufsatz mit Inschrift und Marienkrönung, Sandstein, spätbarock, um 1720/1740 | D-6-74-180-28 | Bildstock                         |

### Steinsmühle
| Lage                                               | Objekt                                | Beschreibung | Akten-Nr.     | Bild           |
| -------------------------------------------------- | ------------------------------------- | --- | ------------- | -------------- |
| Nähe Zur Steinsmühle; Zur Steinsmühle 9 (Standort) | Ehemalige Mühle                       | Hofanlage, Wohnhaus eingeschossiger Satteldachbau mit Eckpilastern, ehemalige Mühle im hinteren Bereich, bezeichnet 1731 | D-6-74-180-49 | weitere Bilder |
| Nähe Zur Steinsmühle; Zur Steinsmühle 9 (Standort) | Ehemalige Mühle                       | Scheune mit Durchfahrt und Fachwerkobergeschoss, dabei ein Sockelstein, bezeichnet 1803 oder 1893                        | D-6-74-180-49 | weitere Bilder |
| Nähe Zur Steinsmühle; Zur Steinsmühle 9 (Standort) | Ehemalige Mühle                       | Brunnen mit rundem Becken, Sandstein, bezeichnet 1730                                                                    | D-6-74-180-49 | weitere Bilder |
| Nähe Zur Steinsmühle; Zur Steinsmühle 9 (Standort) | Reliefsteine und Reste einer Brüstung | in der Hofmauer (bezeichnet 1730), Sandstein, 18. Jahrhundert                                                            | D-6-74-180-49 | weitere Bilder |

### Untertheres
| Lage                                      | Objekt                            | Beschreibung | Akten-Nr.     | Bild                 |
| ----------------------------------------- | --------------------------------- | --- | ------------- | -------------------- |
| Am Wagenhäuser Weg (Standort)             | Bildstock                         | sechskantiger Pfeiler auf dreiseitigem Inschriftsockel, dreiseitiger reliefierter Aufsatz, Sandstein und Kalkstein, 1746/1946                                                                             | D-6-74-180-58 | weitere Bilder       |
| Brunnenstraße 5 (Standort)                | Wohnhaus                          | zweigeschossiger und giebelständiger Satteldachbau, Sandsteinquader, historistisch, 1858 | D-6-74-180-64 | weitere Bilder       |
| Gelbe Zeile (Standort)                    | Wegkreuz                          | Dreinageltypus auf Inschriftsockel, Sandstein, neugotisch, bezeichnet 1874 (?) | D-6-74-180-55 | weitere Bilder       |
| Hauptstraße 2 (Standort)                  | Scheune                           | traufständiger Mansardhalbwalmdachbau mit Eckpilastern, Mischmauerwerk, 18. Jahrhundert | D-6-74-180-51 | Scheune              |
| Hauptstraße 14; Hauptstraße 16 (Standort) | Friedhofskreuz                    | Dreinageltypus auf Inschriftsockel, Sandstein, historistisch, um 1850/60 | D-6-74-180-54 | Friedhofskreuz       |
| Hauptstraße 16 (Standort)                 | Katholische Pfarrkirche St Kilian | Saalkirche mit eingezogenem Chor, Walmdach und Einturmfassade mit Zwiebelhaube, Laterne und Figuren, Werksteingliederungen, Sandstein, spätbarock, 1728/30, Entwurf von Joseph Greissing; mit Ausstattung | D-6-74-180-50 | weitere Bilder       |
| Hauswört (Standort)                       | Kreuzigungsgruppe                 | mit den Hll. Maria und Johannes, Figuren auf bewegten Sockeln, Kreuz Viernageltypus mit Maria Magdalena, von Balustrade eingefasst, Sandstein, spätbarock, um 1760, Johann Peter Wagner zugeschrieben     | D-6-74-180-59 | weitere Bilder       |
| Kreisstraße HAS 27 (Standort)             | Wegkreuz                          | Dreinageltypus auf Inschriftsockel, Sandstein, Sandstein, historistisch, bezeichnet 1910 | D-6-74-180-56 | weitere Bilder       |
| Maingasse 4 (Standort)                    | Wohnhaus                          | eingeschossiger und giebelständiger Mansardhalbwalmdachbau, mit geohrten Fensterrahmen, 18. Jahrhundert                                                                                                   | D-6-74-180-52 | weitere Bilder       |
| Maingasse 4 (Standort)                    | Hofportal                         | gebänderte Pfeiler mit Vorlagen und Aufsätzen, Sandstein, frühklassizistisch, bezeichnet 1787 | D-6-74-180-52 | Hofportal            |
| Nähe Hauptstraße (Standort)               | Dorflinde                         | in Stockwerke geleitet, modern gestützt; an Abzweigung Pfarrer-Ruf-Weg | D-6-74-180-53 | Dorflinde            |
| Pfarrer-Ruf-Weg 2 (Standort)              | Ehemaliges Pfarrhaus              | zweigeschossiger und giebelständiger Satteldachbau, Sandsteinquaderwerk, 1872 | D-6-74-180-65 | Ehemaliges Pfarrhaus |
| Wagenholz (Standort)                      | Wegkreuz                          | Dreinageltypus auf Inschriftsockel, neugotisch,Sandstein, bezeichnet 1870 | D-6-74-180-61 | Wegkreuz             |

### Wagenhausen
| Lage                      | Objekt                                   | Beschreibung | Akten-Nr.     | Bild            |
| ------------------------- | ---------------------------------------- | --- | ------------- | --------------- |
| Salzkerbe (Standort)      | Bildstock                                | Säule auf Sockel, Aufsatz mit Beweinung und hl. Familie, Sandstein, barock, 1702                                                                                                   | D-6-74-180-63 | Bildstock       |
| Wagenhausen 4 (Standort)  | Bauernhof                                | eingeschossiger und giebelständiger Halbwalmdachbau, rückwärtig zum Teil massiv, um 1800                                                                                           | D-6-74-180-68 | Bauernhof       |
| Wagenhausen 4 (Standort)  | Bauernhof                                | Nebengebäude, Stallscheune, zweigeschossiger Satteldachbau mit Fachwerkobergeschoss, 19. Jahrhundert                                                                               | D-6-74-180-68 | BW              |
| Wagenhausen 6 (Standort)  | Bauernhof                                | Wohnhaus, eingeschossiges und giebelständiger Mansardhalbwalmdachbau, Fachwerk, z. T. massiv, bezeichnet 1798                                                                      | D-6-74-180-62 | Bauernhof       |
| Wagenhausen 6 (Standort)  | Bauernhof                                | Stallstadel mit Satteldach, Scheune Fachwerk, 1707 | D-6-74-180-62 | BW              |
| Wagenhausen 6 (Standort)  | Hofschmiede                              | Eingeschossiger massiver Satteldachbau, bez. 1848; westlich anschließend als Fragment des ehem. Hauses Nr. 5, eingeschossiger Satteldachbau mit Rundbogentor, wohl spätes 18. Jhd. | D-6-74-180-62 | BW              |
| Wagenhausen 12 (Standort) | Ehemaliges Jägerhaus des Klosters Theres | später Forsthaus der Universität Würzburg, Hofanlage, Wohnstallbau, eingeschossiger und giebelständiger Mansardwalmbau mit Hausteingliederungen, um 1775                           | D-6-74-180-66 | BW              |
| Wagenhausen 12 (Standort) | Fachwerkscheune                          | mit Satteldach, um 1775 | D-6-74-180-66 | Fachwerkscheune |
| Wagenhausen 12 (Standort) | Nebengebäude                             | Stall, eingeschossiger Satteldachbau, um 1775 | D-6-74-180-66 | BW              |
| Wagenhausen 12 (Standort) | Hofmauer und Hoftor                      | Pfosten Sandsteinquadern mit Aufsätzen, bezeichnet 1744 | D-6-74-180-66 | BW              |

## Ehemalige Baudenkmäler nach Ortsteilen
In diesem Abschnitt sind Objekte aufgeführt, die früher einmal in der Denkmalliste eingetragen waren, jetzt aber nicht mehr. Objekte, die in anderem Zusammenhang also z. B. als Teil eines Baudenkmals weiter eingetragen sind, sollen hier nicht aufgeführt werden. Aktennummern in diesem Abschnitt sind ehemalige, jetzt nicht mehr gültige Aktennummern.

### Obertheres
| Lage                                      | Objekt             | Beschreibung                                                             | Akten-Nr.     | Bild |
| ----------------------------------------- | ------------------ | ------------------------------------------------------------------------ | ------------- | ---- |
| Obertheres am Feldweg nach Wülflingen     | Bildstock          | 1627 nicht nachqualifiziert, im Bayerischen Denkmal-Atlas nicht kartiert | D-6-74-180-26 | BW   |
| Klosterstraße 18 (Standort)               | Hofportal          | bezeichnet 1736                                                          | D-6-74-180-20 | BW   |
| Klosterstraße 2; Nähe Kahlberg (Standort) | Ehemaliger Viehhof | Remise, Fachwerkbau mit Satteldach, 19. Jahrhundert                      | D-6-74-180-13 | BW   |